# Massimo Poggio
Massimo Poggio (Alessandria, Piamonte; 9 de abril de 1970) es un actor italiano, más conocido por haber interpretado a Marco Ferrari en la serie Che Dio ci aiuti. 

## Biografía
Estudió actuación en la Escuela de Azienda Teatrale Alessandrina y en la compañía de teatro Stabile di Torino dirigida por Luca Ronconi.

## Carrera
En 2001 apareció en la película L'uomo del vento donde interpretó a un piloto de aviones. En 2003 apareció en la película Fancing Windows donde interpretó a Davide de joven, junto a Giovanna Mezzogiorno, Raoul Bova y Massimo Girotti (Davide de grande). En 2006 interpretó a Giacomo De Santis en la miniserie Questa è la mia terra, un año después interpretó de nuevo a Giacomo esta vez en Questa è la mia terra vent'anni dopo. En 2009 apareció en el primer episodio de la primera temporada de la exitosa serie italiana Squadra antimafia - Palermo oggi donde interpretó al oficial de policía Stefano Lauria, quien es asesinado por integrantes de un grupo de mafia. Ese mismo comenzó a aparecer de forma recurrente en la serie I liceali donde interpretó a Enea Pannone, un profesor de comprensión matemática hasta 2011.
En 2012 interpretó a Umberto en la miniserie italiana Mai Per Amore junto a la actriz Antonia Liskova. Ese mismo año se unió al elenco de la primera temporada de la serie Che Dio Ci Aiuti donde interpretó al inspector de policía Marco Ferrari. En 2015 se unió al elenco principal de la segunda temporada de Sfida al cielo - La narcotici donde interpretó a Augusto Argenti. Ese mismo año se unió al elenco de la serie Solo per amore donde da vida a Pietro Mancini.

## Filmografía

### Series de televisión
| Año           | Título                               | Personaje            | Notas                               |
| ------------- | ------------------------------------ | -------------------- | ----------------------------------- |
| 2015 presente | Solo per amore                       | Pietro Mancini       | 10 episodios                        |
| 2015          | Sfida al cielo - La narcotici 2      | Augusto Argenti      | 4 episodios                         |
| 2012          | Mai Per Amore                        | Umberto              | episodio "Troppo amore" - miniserie |
| 2011-2012     | Che Dio Ci Aiuti                     | Insp. Marco Ferrari  | 16 episodios                        |
| 2009-2011     | I liceali                            | Enea Pannone         | 14 episodios                        |
| 2009          | Squadra antimafia - Palermo oggi     | Insp. Stefano Lauria | episodio "Squadra Antimafia"        |
| 2008          | Amiche mie                           | Paolo                | 2 episodios                         |
| 2008          | Zodiaco                              | Paolo Donati         | 4 episodios - miniserie             |
| 2007          | Questa è la mia terra vent'anni dopo | Giacomo De Santis    | -                                   |
| 2006          | Questa è la mia terra                | Giacomo De Santis    | 3 episodios - miniserie             |
| 2006          | 48 ore                               | Fabrizio Strada      | -                                   |

### Películas
| Año  | Título                                   | Personaje          | Notas                                                                                          |
| ---- | ---------------------------------------- | ------------------ | ---------------------------------------------------------------------------------------------- |
| 2014 | L'aquilone di Claudio                    | -                  | junto a Milena Vukotic, Luigi Diberti, Irene Ferri, Giuseppe Gandini y Federico Russo          |
| 2013 | Casa e bottega                           | Fabrizio           | junto a Luca Canale Brucculeri, Marco Cocci, Nino Frassica, Anna Galiena y Giampiero Judica    |
| 2013 | Adriano Olivetti: La forza di un sogno   | Mauro Barale       | junto a Luca Zingaretti, Stefania Rocca, Francesco Pannofino y Elena Radonicich                |
| 2012 | K2 - La montagna degli italiani          | Achille Compagnoni | junto a Michele Alhaique, Markus Apperle, Matteo Reza Azchirvani, Bharat Bageria y Marco Bocci |
| 2011 | Cenerentola                              | Valerio            | junto a Flavio Parenti, Ruth-Maria Kubitschek, Natalia Wörner, Frank Crudele y Ilaria Spada    |
| 2011 | 6 giorni sulla Terra                     | Dr. Davide Piso    | junto a Laura Glavan, Marina Kazankova y Ludovico Fremont                                      |
| 2010 | Eisfieber                                | Hugo               | junto a Isabella Ferrari y Tom Schilling                                                       |
| 2009 | Il compleanno                            | Matteo             | junto a Thyago Alves, Alessandro Gassman, Maria de Medeiros y Christo Jivkov                   |
| 2008 | Il prossimo tuo                          | Stefano            | junto a Jean-Hugues Anglade, Maya Sansa y Laura Malmivaara                                     |
| 2008 | Il sangue dei vinti                      | Vincenzo Nardi     | junto a Michele Placido, Barbora Bobulova y Giovanna Ralli                                     |
| 2008 | La Solitudine del Portiere               | Luigi Buffa        | corto - junto a Josè Altafini, Alberto Basaluzzo y Carlotta Montanari                          |
| 2007 | L'esame                                  | -                  | corto - junto a Massimo Foschi y Simonetta Solder                                              |
| 2007 | All'amore assente                        | Detective          | junto a Francesca d'Aloja y Milena Vukotic                                                     |
| 2007 | Maria Montessori: una vita per i bambini | Giuseppe Montesano | junto a Paola Cortellesi y Gianmarco Tognazzi                                                  |
| 2007 | Il segreto di Arianna                    | Mauro Mancini      | junto a Lorenza Indovina y Franco Castellano                                                   |
| 2005 | De Gasperi, l'uomo della speranza        | Giacomo Matteotti  | junto a Fabrizio Gifuni, Sonia Bergamasco, Stefano Scandaletti & Ana Caterina Morariu          |
| 2005 | Cuore Sacro                              | Padre Carras       | junto a Barbora Bobulova y Andrea Di Stefano                                                   |
| 2004 | L'età del Fuoco                          | Joven              | corto - junto a Renato Carpentieri y Daniela Fazzolari                                         |
| 2004 | Vicino al fiume                          | Carlindo           | junto a Fabrice Scott y Stefano Abbati                                                         |
| 2004 | Il monastero                             | Giuseppe Montesano | junto a Francesco Venditti, Armando De Razza y Rosa Pianeta                                    |
| 2003 | Il quaderno della spesa                  | Zamboni            | junto a Gabriele Lavia y Claudio Bigagli                                                       |
| 2003 | La finestra di frente                    | Joven Davide       | junto a Giovanna Mezzogiorno, Massimo Girotti, Raoul Bova y Filippo Nigro                      |
| 2001 | L'uomo del vento                         | -                  | junto a Luca Biagini, Alessio Boni y Tosca D'Aquino                                            |
| 2000 | Alex l'ariete                            | Robbi              | junto a Alberto Tomba, Michelle Hunziker y Corinne Cléry                                       |
| 2000 | Rosa e Cornelia                          | Lorenzo            | junto a Stefania Rocca y Chiara Muti                                                           |
| 2000 | Due come noi, non dei migliori           | Policía            | junto a Stefania Orsola Garello                                                                |
| 1999 | Ama il tuo nemico                        | Mauro              | junto a Andrea Di Stefano y Claudio Santamaria                                                 |